# 1436
1436 (MCDXXXVI) fue un año bisiesto comenzado en domingo del calendario juliano.

## Acontecimientos
- 11 de enero: en Suecia, Erico de Pomerania es depuesto del trono por segunda vez, solo tres meses después de haber sido reinstalado. Engelbrekt Engelbrektsson (1390-1436) permanece como el líder del territorio.
- En Francia, los franceses recuperan la villa de París.
- En otoño, el viajero y escritor español Pedro Tafur emprende un viaje de tres años por los tres continentes entonces conocidos hasta regresar en primavera de 1439, que relatará en 1454 en su libro Andanzas y viajes.
- 1 de noviembre: en los Países Bajos sucede la primera Inundación del Día de Todos los Santos, una marejada ciclónica que hizo desaparecer varias poblaciones sobre la bahía Alemana (en el mar del Norte).

## Nacimientos
- Francisco Jiménez de Cisneros, cardenal y político español (f. 1517).
- Johann Müller Regiomontano, astrónomo y matemático alemán (f. 1476).
- Tízoc, tlatoani mexica.

## Fallecimientos
- 4 de mayo: Engelbrekt Engelbrektsson, líder rebelde sueco (n. 1390)